# 羽太鋭治
羽太 鋭治（はぶと えいじ、1878年11月1日 - 1929年8月31日）は、日本の性科学者。

## 主な経歴
山形県山形市出身。文学に憧れながら医師を志し、済生学舎卒業、1900年（明治33年）医術開業試験に合格、故郷で開業するがのち上京し文筆活動をしながら医学研究を行い、1912年（明治45年）から一年半ドイツに留学して医学博士の学位を得、生理学を学び、1914年（大正3年）、神田小川町に泌尿生殖器科医院を開業。1920年（大正9年）に『性慾と人生』を創刊（-1921年）、多くの通俗性科学書を著した。その後本郷にいづま医院内で活動。文芸、芸術にも造詣が深く、当時の西欧における性科学の発達に応じて、性欲を中心とし、恋愛、売春、避妊、自慰など、当時変態性欲とされていたものなどを啓蒙的に縦横に論じた。
1927年（昭和2年）11月、著作『性愛技巧と初夜の誘導』（南海書院）が発売禁止処分を受ける。
1928年（昭和3年）の暮れ、医師法違反で取り調べを受け、前年の脳溢血、神経衰弱での苦悩からカルモチンで自殺をはかり、死去した。
小説家・渡辺黙禅は従兄弟。

## 著書
- 『通俗衛生顧問新書』東京久彰館 1906
- 『生殖器疾病療法』前田文進堂 1914
- 『女の肉的研究』実業之世界社 1915
- 『女子生殖器系之淋疾及其療法』（近世医学叢書）南江堂書店 1915
- 『医事集談剪灯夜話』南江堂書店ほか 1915
- 『性慾教育の研究』大同館書店 1915.9
- 『臨牀花柳病学』南江堂書店 1916
- 『女と性慾と恋』一橋閣 1917
- 『通俗生殖器病と其最新療法』 文正堂 1917
- 『結婚前後の衛生』 億兆社 1917
- 『女之一生物語』 一橋閣 1918
- 『花柳病の危険及其予防と根治法』 一橋閣 1919
- 『神経衰弱と生殖器病根治療法』 文光堂 1919
- 『病苦に悩む青年に与ふ』 一橋閣 1919
- 『妊娠及避妊の研究』 学芸書院 1920
- 『性慾及生殖器の研究と疾病療法』 文英堂 1920
- 『通俗性欲学』 日本評論社 1920
- 『臨牀泌尿生殖器病学』 南江堂書店 1920
- 『性欲生活と両性の特徴』 日本評論社 1920
- 『性欲と近代思潮』 実業之日本社 1920
- 『一般性慾学』 実業之日本社 1920
- 『性及性慾の研究』 前田書店 1920.3
- 『女と其性的現象』 学芸書院 1921
- 『性慾研究と其疾病療法』 伊藤尚賢共著 実業之日本社 1921
- 『若き男女の心得べき性慾の智識』 誠光堂 1921
- 『性慾に対する女子煩悶の解決』 隆文書院 1921
- 『恋及び性の新研究』 博文館 1921
- 『性欲に対する婦人煩悶の解決』 学芸書院 1921（性欲学叢書）
- 『両性の性慾及其差異』 学芸書院 1921
- 『性欲と恋愛』 日本評論社 1921
- 『恋と売淫の研究』 学芸書院 1921
- 『現代の性慾講話』 沢田順次郎共著 金文堂 1921
- 『婦人性の研究』 実業之日本社 1921
- 『性の衛生』 実業之日本社 1921
- 『最新性慾教育』 博文館 1921
- 『変態性欲の研究』 学芸書院 1921（性欲学叢書）
- 『通俗衛生顧問全書』 大正書院 1922
- 『悪性慾と青年病』 武侠世界社 1922
- 『現代婦人と性欲生活』 博文館 1922
- 『性慾に対する男子煩悶の解決』 学芸書院 1922
- 『産児制限と避姙』 文化出版社 1922
- 『図解男女生殖器研究及避姙論』 明進堂 1922
- 『近代性欲学』 博文館 1922
- 『何人も心得べき性慾の知識』 邦光堂 1924
- 『性の話』 日本橋区酒類商茶話会 1925
- 『避妊と産児制限』 金子出版部 1925
- 『結婚前後の衛生』 文華堂 1925.1
- 『性慾の新研究』 集文社 1926
- 『生殖器及性欲全書』 盛芳堂 1926
- 『生殖器と性交論』 博文館 1926
- 『性慾の知識及姙娠避姙の研究』 興風社 1926
- 『日常衛生家庭医学』 日本文化協会 1926
- 『医学者の人生観』 南江堂書店 1926
- 『性の争闘と人間苦』 春陽堂 1926
- 『家庭学校資料と実際性教育の研究』 文書堂 1927
- 『性愛研究と初夜の知識』 南海書院 1927
- 『性の講座』 昭和書房 1927 「性慾恋愛の新知識」己羊社書院
- 『性の智識 生殖器の研究』 一書堂書店 1927
- 『男子尿道淋特に慢性症及其合併症の療法』 半田屋 1927
- 『性愛技巧と初夜の誘導』 南海書院 1927
- 『性鑑』 明昭社出版部 1927
- 『現代女性の性慾生活』 南海書院 1928
- 『チヤームとモーション』 南海書院 1928
- 『医学上より観察したる児童の性慾生活』 南江堂書店 1928
- 『チャームの仕方とモーシヨンのかけ方』 南海書院 1928
- 『特殊研究性愛秘話 第1集』 博愛堂 1928
- 『キネマ・スターの素顔と表情』 南海書院 1928
- 『何人も心得べき性慾恋愛の知識』 白文社 1928
- 『婦人性慾の研究』 思潮社 1928
- 『性の教書』 有教社 1928
- 『医学上より観察したる近代文豪の肉体的研究』 南江堂書店 1928
- 『うきよ診断 愚談・漫談・珍談・猥談』 三洋社 1929
- 『女性の性的秘密』 宏文堂 1930
- 『イツトの研究』 汎人社 1930
- 『浮世秘帖 猟奇珍談』 国民書院 1934

## 復刻
- 『性教育研究基本文献集 第2巻 父と子の性慾問答』 大空社 1990.12
- 『性教育研究基本文献集 第9巻 性教育の研究』 大空社 1990.12
- 『産児制限と避妊 性と生殖の人権問題資料集成 第2巻』 不二出版 2000.6
- 『変態性慾論 性と生殖の人権問題資料集成 第29巻』 不二出版 2000.12
- 『チヤームとモーシヨン 性と生殖の人権問題資料集成 第32巻』 不二出版 2001
- 『変態性欲の研究 近代日本のセクシュアリティ 3』 斎藤光編 ゆまに書房 2006
- 『キネマ・スターの素顔と表情 最尖端民衆娯楽映画文献資料集 10』 ゆまに書房 2006.12

## 翻訳
- 『瑪瑙珠 カジミール・エートシユミツト』 聚英閣 1924